# 張懋修
張懋修（1556年—1634年），字維時，號斗樞，锦衣卫官籍，湖广荆州卫（今湖北江陵）人。明朝政治人物，首輔張居正第三子。

## 生平
明神宗萬曆七年己卯科湖广乡试第十二名舉人，二十五岁时在萬曆八年（1580年）庚辰科以關節獲中狀元。授翰林院修撰。父亲张居正死后被削职为民。万历十二年（1584年）四月，诏令查抄張居正家产，司礼監太监张诚，刑部右侍郎邱橓及锦衣卫、给事中等奉命前往。长兄張敬修不堪拷问，自缢而死。張懋修投井自殺未遂，又絕食数日又不死，日抱其父手迹，每有感触则呜咽哭不成声。之后与二兄張嗣修同被发配邊疆。
泰昌元年（1620年）十一月，张懋修向皇帝上疏陈乞昭雪父亲冤案。天啓二年（1622年），张居正被准复原职，予祭葬，其房屋未变价者，准给子孙奉祠居住。张懋修自戍地归乡。崇祯三年（1630年），公论昭雪，恢復張懋修官職。崇祯七年卒于家中，享年七十九。
著有《墨卿谈乘》十四卷，搜集整理了《张居正全集》四十六卷。

## 家族
曾祖父張鎮，贈特進光祿大夫左柱國少師兼太子太師吏部尚書中極殿大學士；祖父張文明，封特進光祿大夫左柱國少師兼太子太師吏部尚書中極殿大學士；父親張居正，特進光祿大夫左柱國少師兼太子太師吏部尚書中極殿大學士。母王氏（累封一品夫人）；前母顧氏（累贈一品夫人）；生母何氏。重庆下。
兄張敬修（同科進士）；张嗣修（翰林院编修）。
弟张简修（锦衣卫指挥佥事）、张慎修、张道修（官生）、张允修、张静修。